# パスクリエイト
パスクリエイト株式会社（英: Path Create Co., Ltd.）は、東京都新宿区に本社を置き、オウンドメディアの運営等を行う日本の企業である。

## 概要
オウンドメディア「婚活・結婚おうえんネット」と「税理士紹介エージェント」の運営、マーケティング・コンサルティング、通販、HR（SES・人材派遣・教育）を主な事業としている。

## 沿革
- 2006年2月　創業
- 2008年11月　法人設立
- 2010年3月　オウンドメディア「婚活・結婚おうえんネット」開始[1]
- 2011年12月　事業拡大に伴い新宿区新宿御苑前へ移転
- 2012年7月　オウンドメディア「税理士紹介エージェント」開始[2]
- 2013年8月　マーケティング・コンサルティング事業開始
- 2016年3月
  - 通販事業「ベビーライフ研究所」開始[3]
  - 「マイシード-亜鉛配合-for Men」発売開始[4]
- 2018年12月　SES・人材派遣・教育事業開始
- 2020年10月　オンラインスクール事業「DOLスクール」開始[5]

## 事業
- オウンドメディア運営事業
- マーケティング・コンサルティング事業
- 通販事業
- HR事業

## 受賞歴
- 2012年　日本テクノロジーFast50 国内第7位[6]
- 2013年　ベストベンチャー100　第一回「宗次賞」[7]
- 2013年　日本テクノロジーFast50 国内第7位[8]
- 2013年　アジア太平洋地域テクノロジーFast500入賞　91位[9]